# Weijpoortsemolen
De Weijpoortsemolen is een wipmolen in de buurtschap Weijpoort bij Nieuwerbrug in de gemeente Bodegraven-Reeuwijk, in de Nederlandse provincie Zuid-Holland. De molen staat aan de Weijpoort 25. De molen dateert uit 1674 en heeft tot 1975 de polder bemalen, tot 1938 met een scheprad; van 1938 tot 1975 met een vijzel. Op de plaats van de molen stond van 1564 tot 1672 een voorganger, die door plunderende terugtrekkende Franse troepen is platgebrand.
In 1909 werd de woning in de molen voor bewoning afgekeurd en in 1910 werd naast de Weijpoortsemolen een woning gebouwd.
Eigenaar van de molen is de Rijnlandse Molenstichting, die de Weijpoortsemolen in 1995 na een grote restauratie overnam van het Groot-Waterschap van Woerden.